# Нецветов, Осип Егорович
Осип (Иосиф) Егорович Нецветов (1806—1863) — кораблестроитель, креол, первый представитель коренных народов Аляски, ставший мастером-судостроителем. Построил первый российский пароход в Русской Америке на новоархангельской верфи.

## Биография
Родился на острове Атка (Алеутские острова) в семье Егора (Георгия) Васильевича Нецветова (1770—1837) — уроженца г. Тобольска и его жены алеутки с о. Атха Марии Алексеевны. Егор Нецветов происходил из ямщицкого сословия. Свою службу на Тихом океане начал в 1794 году, нанявшись в промысловую партию «Курильского отряда», который промышлял на Камчатке и Курильских островах. Во времена Российско-Американской компании был управляющим промысловой артелью, байдарочной промысловой партией. В семье родились дети-креолы: сыновья Яков (Иаков, 1804—1864) — первый представитель коренных народов Аляски, ставший православным священником протоиереем Русской православной церкви, миссионером Русской Америки, Осип (Иосиф) и Антон (1814 г. р.) — военный штурман, а также дочери Елена (1811—1845) и Мария.
В 1821 году пятнадцатилетний Осип на средства Российско-Американской компании был направлен на корабле «Бородино» в Санкт-Петербург, где на Охтинской верфи обучался кораблестроению. Вернулся в Ново-Архангельск зимой 1830 года, и более 30 лет работал корабельным мастером на местной судоверфи.
В 1832 году на новоархангельской верфи он построил галиот «Мореход», в 1833 году шхуны «Квихпак» и «Чилькат».
В конце 1830-х годов на новоархангельской верфи началось пароходостроение. 29 апреля 1838 года в Ново-Архангельск прибыл из Бостона американский корабль «Суффолк» с машиной в 60 лошадиных сил для будущего парохода и специалистом — машинистом Э. Муром для обучения русских моряков. 5 июня 1838 года на верфи О. Е. Нецветов заложил первенец российского парового флота в Америке — пароход «Николай I». Мастер строил корпус парохода. Губернатор Русской Америки капитан 1 ранга И. А. Купреянов высоко оценил работу корабельного мастера. Он докладывал в Главное правление РАК: «вместо 500 положенных я признал справедливым выдать строителю онаго Осипу Нецветову 800 рублей. Занятие около сего судна стоит трёх обыкновенных парусных судов». Летом 1839 года пароход был спущен на воду.
Нецветов принимал непосредственное участие в строительстве других кораблей русской колониальной флотилии РАК. В 1840—1860 годах на новоархангельской верфи были построены бриг «Промысел» (1840), буксирный пароход «Мур», тендер «Камчадал» (1842), бриг «Тунгус» (66 т) и три баркаса в 1845 году, шхуна «Клинкит» и пароход «Баранов» в 1848 году.
На новоархангельской верфи неоднократно ремонтировались иностранные корабли при участии Нецветова. Так в 1846 году верфи был произведён ремонт китобойных кораблей — немецкого «Йозеф Гайдн» из Бремена и американского «Кориоланус». В 1850 году капитально отремонтирован английский пароход «Бивер», (по оценке — ремонт «равнялся постройке нового»), что принесло РАК немалую прибыль.
В 1852 году участвовал в постройке нового корпуса вместо прежнего для парохода «Николай I».

## Семья
В 1834 году Осип женился на креолке Евгении Михайловне Носовой. В семье родились сыновья Василий и Михаил и дочь Анна (1837 г. р., в замужестве Бенземан), Мария и Алексей умерли в младенчестве.
- Сын — Василий (1836—1856) — в 1844 году стал причетником и помощником в Квихпакской (Икогмютской) миссии, где с 1845 года его дядя Иаков был протоиереем. Затем переехал в Ново-Архангельск, стал студентом богословской семинарии, скончался в возрасте 19 лет.
- Сын — Михаил (1846 г. р.), служил чтецом в церкви Св. Михаила на Ситхе.